# 国立病院機構南九州病院
独立行政法人国立病院機構南九州病院（どくりつぎょうせいほうじんこくりつびょういんきこうみなみきゅうしゅうびょういん）は、独立行政法人国立病院機構が運営する医療機関であり、鹿児島県姶良市に位置する病院。

## 概要
肺癌、慢性呼吸不全等を中心とした呼吸器疾患の診療における南九州地域の中核施設としての役割を担っている。鹿児島県内における結核診療の最終拠点病院としての役割を担っている。多剤耐性結核患者専用病棟（20床）を有し、エイズを併発した結核患者の診療協力病院になっている。ALS、パーキンソン病等の神経難病及び筋ジストロフィー（県下唯一の専門病棟８０床を有す）診療において鹿児島県の基幹施設としての役割を担っている。厚生労働省の小児慢性疾患地方基幹施設になっている。脳性麻痺児の早期診断・早期治療（母子入院によるボイター法・ボバース法の実施）を推進している。重症心身障害児及び発達障害児の療育専門病棟135床を有し、入院中の学童児には隣接する県立加治木養護学校と協力して教育に当たっている。遺伝カウンセリングも行っている。
- 地域がん診療連携拠点病院
- 呼吸器センター
- 神経難病センター
- 小児発達センター

## 沿革
沿革概略図 　 　　　　　　　　　　　　　　　　　　　　　　　　     
国立加治木療養所
- 1944年（昭和19年）2月 - 国立医療団加治木療養所として創設
- 1947年（昭和22年）4月 - 厚生省に移管、国立加治木療養所として発足
- 1949年（昭和24年）6月2日 - 昭和天皇の戦後巡幸。予定には無かった行幸が実現。療養中の結核患者等による奉迎が行われた[1]。

国立帖佐療養所
- 1943年（昭和18年）10月 - 鹿児島市立療養所として創設
- 1944年（昭和19年）1月 - 日本医療団に移管
- 1947年（昭和22年）4月 - 厚生省に移管、国立加治木療養所分院として発足
- 1951年（昭和26年）4月 - 国立帖佐療養所として独立

国立療養所南九州病院
- 1971年（昭和46年）7月 - 国立加治木療養所と国立帖佐療養所を国立加治木療養所の地で統合し、国立療養所南九州病院として発足
- 2000年（平成12年）7月 - 国立療養所南九州病院と国立療養所霧島病院を国立療養所南九州病院の地で統合し、国立療養所南九州病院として発足

独立行政法人国立病院機構南九州病院
- 2004年（平成16年）4月 - 独立行政法人国立病院機構南九州病院となる

## 診療科
- 内科
- 脳神経内科
- 呼吸器内科
- 呼吸器外科
- 循環器内科
- 小児科
- 外科（休診中）
- リハビリテーション科
- 放射線科
- 麻酔科
- 臨床検査科
- 緩和ケア内科
- 消化器内科

## 医療機関の指定等
- 感染症法（結核）
- 生活保護法
- 母子保健法（療育医療）
- 身体障害者福祉法（免疫医療）
- 労働者災害補償保険法
- 原子爆弾被爆者援護法（一般医療）

## 交通アクセス
- JR日豊本線「帖佐駅」下車、（加治木、隼人、国分方面バス）国立病院前下車（1.8 km）
- JR日豊本線「加治木駅」下車、（鹿児島中央駅行バス）国立病院前下車（3.0 km）
- 九州自動車道 加治木インターより車で約7分（3.5km）
- 鹿児島空港より車で約20分（13 km）
- 桜島スマートインターチェンジより車で6分（3.3km）